# 1926 no Brasil

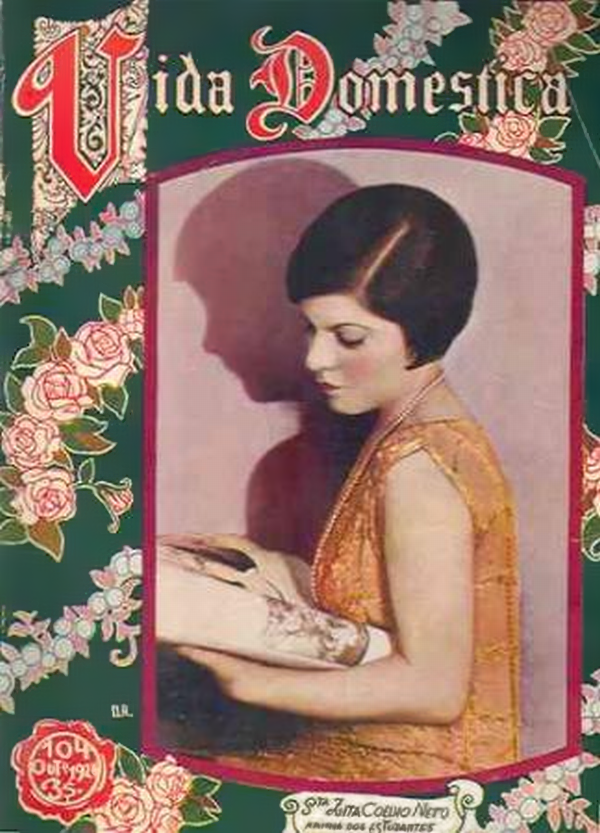
Capa da revista brasileira Vida Doméstica nº 104, de janeiro de 1927, trazendo na capa a "rainha dos estudantes", Zita Coelho Neto (filha do escritor Coelho Neto.

Esta é uma cronologia dos fatos acontecimentos de ano 1926 no Brasil.

## Incumbentes
- Presidente do Brasil - Artur Bernardes (15 de novembro de 1922 - 15 de novembro de 1926)
- Presidente do Brasil - Washington Luís (15 de novembro de 1926 - 24 de outubro de 1930)

## Eventos
- 26 de janeiro: Getúlio Vargas é eleito deputado-federal do Rio Grande do Sul.
- 1 de março: É realizada a eleição presidencial direta. Washington Luís é eleito presidente da República com 688.528 votos.
- 6 de maio: É inaugurado o prédio do Congresso Nacional brasileiro, o Palácio Tiradentes.
- 14 de junho: O Ministério das Relações Exteriores do Brasil anuncia a retirada da Sociedade das Nações.[1][2]
- 3 de setembro: É promulgada a reforma da Constituição de 1891.
- 15 de novembro: Washington Luís é empossado como o 13° presidente do Brasil.

## Nascimentos
- 1 de janeiro: Maria Della Costa, atriz (m. 2015).
- 14 de janeiro: Baltazar, futebolista (m. 1997).
- 16 de janeiro: Jorge Goulart, cantor (m. 2012).
- 18 de janeiro: Autran Dourado, escritor (m. 2012).

## Mortes
- 2 de janeiro: Francisco dos Santos Pacheco, político e governador de Alagoas (n. 1850)